# Cordylus rhodesianus
Cordylus rhodesianus är en ödleart som beskrevs av  Hewitt 1933. Cordylus rhodesianus ingår i släktet Cordylus och familjen gördelsvansar. Inga underarter finns listade i Catalogue of Life.